# William Bourbank
William Bourbank foi arquidiácono de Carlisle de 1523 até à sua morte.
Bourbank foi educado na Universidade de Cambridge e residiu em Terrington, Barnack e Christian Malford.